# Fentanil
El fentanil és un agonista narcòtic sintètic opioide usat en l'analgèsia i en l'anestèsia. Té una potència aproximada de 77 vegades superior a la morfina.

## Història
L'any 1959 Paul Janssen va ser el primer a sintetitzar el fentanil, que va patentar per a la seva empresa farmacèutica. Al cap de poc, durant la dècada de 1960, el fentanil va ser introduït com a anestèsic, per via intravenosa, amb el nom de Sublimaze®. A mitjan dècada de 1990, l'empresa farmacèutica Janssen va desenvolupar i, posteriorment, introduir en la pràctica clínica, els pegats de fentanil amb la marca registrada Durogesic®. Aquests pegats tenien l'avantatge que el seu efecte era de llarga durada, aproximadament entre 48 i 72 hores; només s'havien de canviar cada dos o tres dies.
Posteriorment, la mateixa empresa farmacèutica va treure una nova presentació de fentanil anomenat Actiq. Aquest va ser introduït en la pràctica clínica i utilitzat en el control del dolor crònic.
Avui en dia, el fentanil té diverses formes de presentació, com ara efervescent, esprais bucals o pastilles sublinguals.

## Estructura química
La fórmula química del fentanil correspon a la C22H28N₂O. El seu nom químic pot ser mencionat com a N-(1-fentanil-4-piperidil) propionanilida citrat (1:1). El fentanil és considerat un derivat sintètic de l'opi. La seva síntesi ha estat confeccionada en 4 etapes per Janssen Pharmaceutica⁣⁣⁣, partint de la molècula 4-piperidiona clorhidrat.

## Mecanisme d'acció
El fentanil, com tots els analgèsics opioides, produeix l'efecte analgèsic a través de l'activació de tres receptors estereoespecífics, presinàptics i postsinàptics, que es localitzen al sistema nerviós i en altres teixits de l'organisme. La resposta farmacodinàmica d'un opioide depèn del receptor al qual s'uneixi, la seva afinitat pel receptor i si l'opioide és un agonista o antagonista. Generalment, actuen interaccionant amb receptors situats al cervell, medul·la espinal i múscul llis. En el cas del fentanil, presenta una alta afinitat amb el receptor (μ)-opioide i una afinitat més baixa amb el (K)-opioide.
El fentanil està unit a proteïnes G- receptores i actua com les endorfines, inhibeix l'activitat de l'adenilciclasa. Els opioides també poden interferir en el transport dels ions de calci i actuar a la membrana presinàptica i afectant l'alliberació de neurotransmissors.
Els primers efectes d'aquest fàrmac que es manifesten es produeixen al sistema nerviós central i als òrgans que contenen múscul llis. El fentanil produeix analgèsia, eufòria, sedació, disminució de la capacitat de concentració, nàusees i vòmits, sensació de calor al cos, urticària i retenció d'orina. En grans dosis, també pot causar rigidesa en els músculs toràcics i abdominals.

## Indicacions i vies d'administració

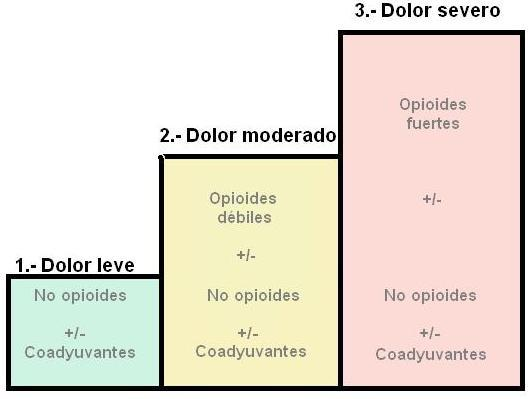
El fentanil es troba al tercer esglaó de l'Escala d'analgèsia de l'OMS

El fentanil és un fàrmac opioide sintètic inclòs al tercer esglaó d'escala d'analgèsia de l'OMS. Aquest fàrmac s'utilitza en anestèsia general, inducció de la sedació i manteniment, tractament del dolor greu en càncer i dolor postoperatori, coadjuvant en anestèsia local, etc.
El fentanil pot administrar-se per via intravenosa, intramuscular, transmucosa, transdèrmica o com a analgèsic epidural o intratecal.

## Efectes secundaris
Com altres medicaments, el fentanil pot desencadenar efectes secundaris que són similars als efectes dels altres opioides. Segons la freqüència amb la qual apareixen els efectes, es divideixen en cinc grups:
1. Efectes molt freqüents. Són aquells que apareixen en un de cada 10 pacients. Alguns d'ells són: mareig, nàusees, vòmits, cefalea, sudoració, febre, picor cutània, etc.
2. Efectes secundaris freqüents. Són aquells que apareixen en un de cada 100 pacients. Alguns exemples són: malestar abdominal, cansament, boca seca, disminució de la gana, etc.
3. Efectes poc freqüents. Són aquells que apareixen en un de cada 1000 pacients. Per exemple, al·lucinacions, insomni, amnèsia, trastorn de la parla, diarrea, reducció de la freqüència respiratòria, etc.
4. Efectes secundaris rars: Són aquells que afecten un de cada 10000 persones. Alguns exemples són: alteracions del ritme cardíac (bradicàrdia), vasodilatació, sensació de fred, etc.
5. Efectes molt rars: Són aquells que afecten menys d'una de cada 10000 persones. Per exemple, deliri, depressió, ansietat, disfunció sexual, convulsions, depressió o parada respiratòria, oclusió intestinal, etc.[13]

Tots els opioides poden provocar l'anomenat Síndrome d'abstinència a opioides si el consum és prolongat o en el cas de retirada immediata del tractament.

## Fàrmacs comercialitzats
Avui en dia, el fentanil es comercialitza sota diferents noms, alguns d'ells són:

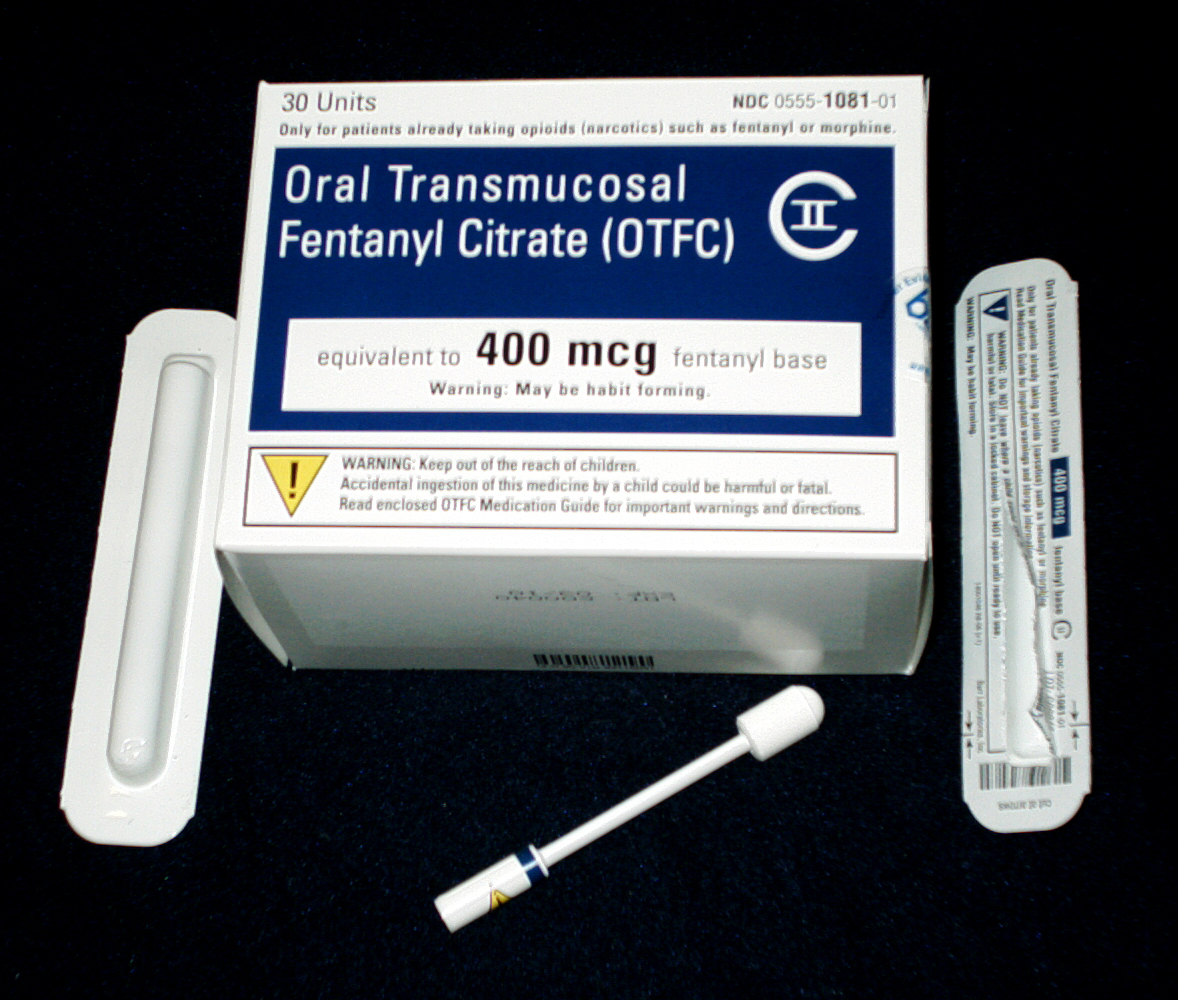
Una de les presentacions de fentanil, Actiq

- Abstral[15]
- Actiq[16]

- Fentora
- Onsolis[17]
- Duragesic 100
- Duragesic 12
- Duragesic 25[18]
- Duragesic 50[19]
- Duragesic 75
- Fendivia 12[20]
- Fendivia 25[21]
- Fendivia 50[22]
- Fendivia 75[23]

## Ús il·lícit
El consum recreatiu de fentanil constitueix un problema creixent en diferents països, entre els quals els Estats Units. El consum continuat de fentanil causa dependència i, si la dosi habitual es retira bruscament, causa síndrome d'abstinència. La substància i els seus derivats, com l'alfa-metilfentanil i el 3-metilfentanil, es poden emprar com a droga d'abús per via oral, inhalada o intravenosa. S'han descrit nombrosos casos de mort als Estats Units associats a l'ús de fentanil o els seus derivats com a droga d'abús, principalment quan la substància ha estat elaborada de forma il·legal en laboratoris clandestins i distribuïda fora de les farmàcies i canals legals establerts. De fet, l'augment en el nombre de morts per sobredosi d'opioides sintètics com el fentanil és la principal causa de la sorprenent disminució en l'esperança de vida observada als Estats Units als anys 2015 i 2016.